# Coral Bay
Coral Bay (207 habitants) est un village côtier d'Australie Occidentale située environ à 1 200 km au nord de Perth, dans la Région de Gascoyne.

## Histoire
Ses activités principales sont le tourisme, suivi par la pêche.
L'énergie électrique est fournie par un générateur mixte diesel et éolien
Les massifs de coraux présents le long de la côte justifient le nom au village : Coral Bay signifie Baie de corail en anglais.

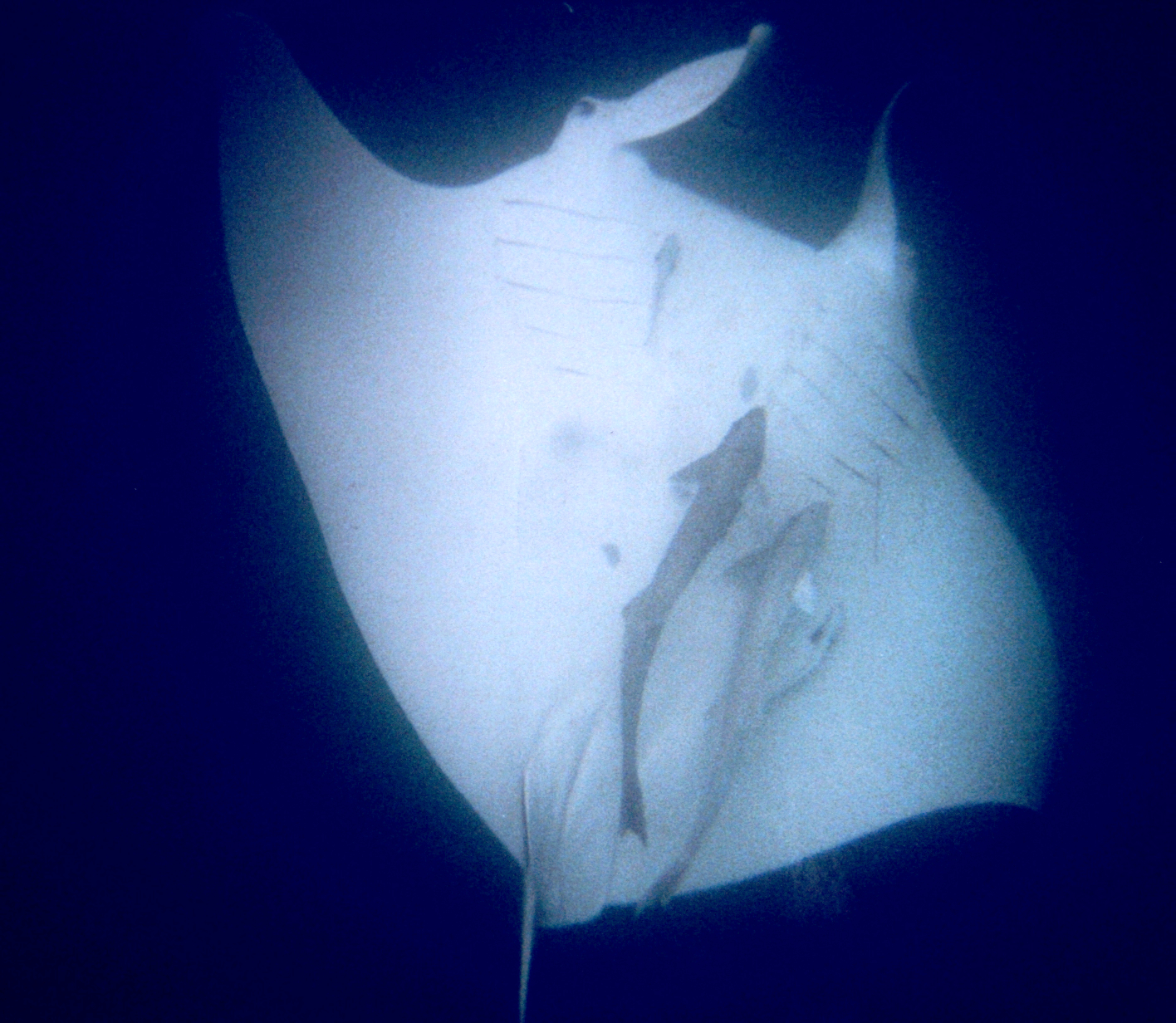
Une raie manta avec des remoras au Récif de Ningaloo.

En particulier, le Récif de Ningaloo est un site réputé de plongée. On peut y voir des raies manta et des requins baleines. La migration des baleines à bosse peut aussi y être observée de juin à octobre.
Les premiers Européens à visiter le site furent les membres d'équipage du schooner Maud qui y mouilla en 1884.
Vers 1886 un emplacement fut répertorié pour sa jetée et sa zone de stockage.
En 1915, le village fut nommé Mauds Landing. C'était une plaque tournante pour le développement de la région nord-ouest.
Le nom de Coral Bay fut officialisé beaucoup plus tard, en 1968, d'après le nom d'un hôtel installé sur le site.